# Aleksandr Pórsev
Aleksandr Nikolàievitx Pórsev (en rus Александр Николаевич Порсев; Udmúrtia, 21 de febrer de 1986) és un ciclista rus, professional des del 2008. Actualment corre a l'equip Gazprom-RusVelo. En el seu palmarès destaca les victòries als campionats nacionals en ruta del 2014 i 2017.

## Palmarès
- 2010
  - Vencedor de 2 etapes al Tour de Loir-et-Cher
  - Vencedor de 2 etapes a la Volta a Eslovàquia
- 2013
  - Vencedor d'una etapa a la Volta a Luxemburg
- 2014
  -  Campió de Rússia en ruta
- 2016
  - Vencedor d'una etapa de la Volta a Eslovènia
- 2017
  -  Campió de Rússia en ruta

### Resultats al Tour de França
- 2014. Fora de control (13a etapa)

### Resultats al Giro d'Itàlia
- 2015. 132è de la classificació general
- 2016. 145è de la classificació general